# Centris xanthomelaena
Centris xanthomelaena là một loài Hymenoptera trong họ Apidae. Loài này được Moure & Castro mô tả khoa học năm 2001.